# IC 1195
IC 1195 је спирална галаксија у сазвјежђу Херкул која се налази на листи објеката дубоког неба у Индекс каталогу.
Деклинација објекта је + 17° 11' 31" а ректасцензија 16h 6m 40,8s. Привидна величина (магнитуда) објекта IC 1195 износи 14,8 а фотографска магнитуда 15,6. IC 1195 је још познат и под ознакама MCG 3-41-126, CGCG 108-151, DRCG 34-3, PGC 57175.